# Troià de Mart

El grup L₅ (en verd) i el L₄ (blau clar) dels asteroides troians de Mart en l'òrbita de Mart. Mart mostrat en vermell. L'òrbita exterior és la de Júpiter.

Els troians de Mart són un grup d'objectes que comparteixen l'òrbita del planeta Mart al voltant del Sol. Es poden trobar en els dos punts de Lagrange a 60° per davant i darrere de Mart. L'origen dels troians de Mart és desconegut. Una teoria suggereix que els troians de Mart van ser capturats en els seus punts de Lagrange quan el sistema solar s'estava formant. Això no obstant, els estudis espectrals dels troians de Mart indiquen que aquest no pot ser el cas. Una explicació per a això implicaria els asteroides errants dels punts de Lagrange de Mart posteriorment en la formació del sistema solar. Això també és qüestionable tenint en compte la molt baixa massa de Mart.
Actualment, aquest grup està format per set asteroides confirmats a ser troians de Mart estables mitjançant simulacions numèriques de llarg termini, però només tres d'ells són acceptats per la Minor Planet Center i hi ha un candidat:
L₄ (grup davanter):
- 1999 UJ7

L₅ (grup posterior):
- (5261) Eureka
- (101429) 1998 VF31
- 2001 DH47
- 2007 NS2
- 2011 SC191
- 2011 UN63

Candidats
- 2011 SL25